# Романо (Ређо ди Калабрија)
Романо (итал. Romano) је насеље у Италији у округу Ређо ди Калабрија, региону Калабрија.
Према процени из 2011. у насељу је живело 106 становника. Насеље се налази на надморској висини од 19 м.